# Акционерное общество рудного дела Тушетухановского и Цеценхановского аймаков в Монголии

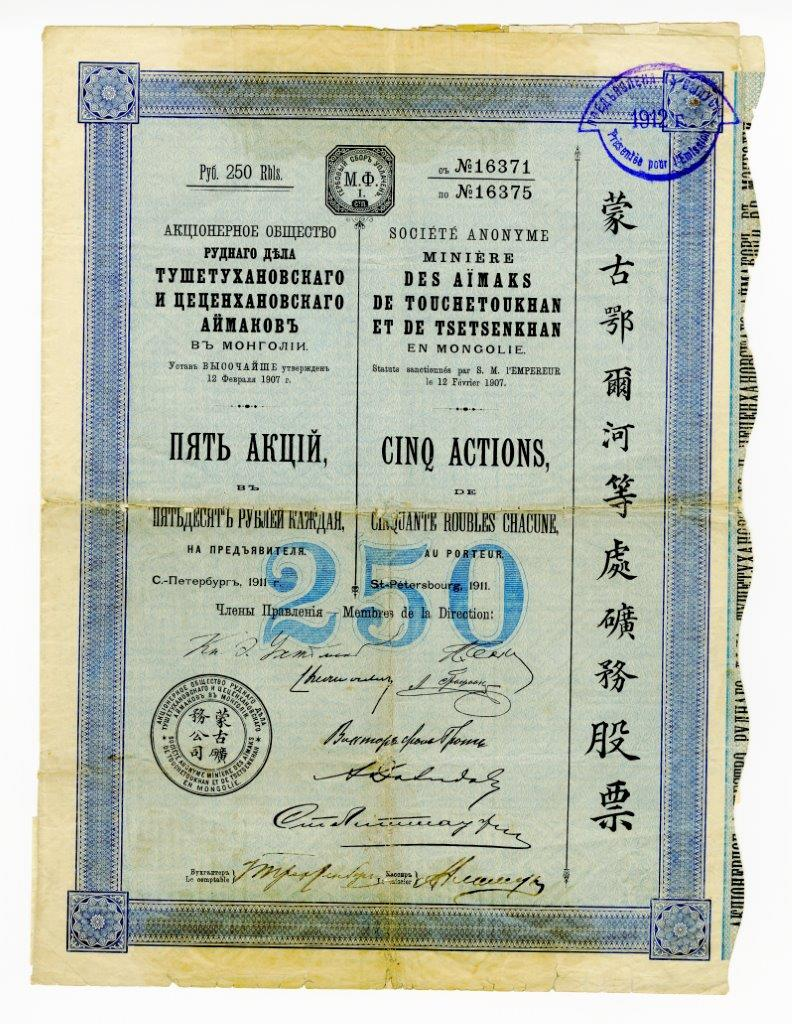
Пять акций на предъявителя в пятьдесят руб. каждая Акционерного общества Рудного дела Тушетухановского и Цеценхановского аймаков в Монголии. С.-Петербург, 1911 г.

Акционерное общество рудного дела Тушетухановского и Цеценхановского аймаков в Монголии («Монголор») было создано в начале XX в. с целью промышленной разработки залежей полезных ископаемых, в первую очередь золота, в Монголии, Северном Китае и России. Одним из основателей Монголора был российский подданный бельгийского происхождения барон В. фон Грот, еще в 1897 г. заключивший с китайскими властями концессию на золотодобычу сроком на 25 лет и стоявший во главе созданного при участии Русско-Китайского банка специализированного синдиката — предшественника Общества рудного дела.
Устав компании Высочайше утвержден 12 февраля 1907 г., первоначальный капитал Общества составлял 3 млн руб. Органами центрального управления были общее собрание акционеров, правление и управление заводами и приисками на местах. Правление находилось в С.-Петербурге.
Учредителями и главными пайщиками «Монголора», кроме барона фон Грота, были бельгийские финансисты, группа российских банков и российское производственное объединение «Российское золото» («Золоторос»). Держателями наиболее крупных пакетов акций «Монголора» были императрица Мария Федоровна, бельгийский король Леопольд II и представители клана Ли Хунчжана.
За время своего сосуществования «Монголор» намыл и накопал 625 пудов (более 10 т.)золота стоимостью в 10,5 млн руб. Имущество общества объявлено государственной собственностью на основании Декрета СНК от 20 июля 1918 г. О национализации акционерных обществ.